# Charlemagne (Québec)
Pour les articles homonymes, voir Charlemagne (homonymie).
Charlemagne est une ville canadienne du Québec située dans la MRC de L'Assomption, dans la région de Lanaudière. Elle fait partie de la région métropolitaine de Montréal.

## Toponymie
Le lieu est nommé Laurier en 1906, puis Charlemagne à partir de 1907, en référence à Romuald-Charlemagne Laurier, député de L'Assomption à la Chambre des communes de 1900 à 1906 et demi-frère de Wilfrid Laurier. Le nom de Charlemagne fait également référence à l'empereur médiéval du même nom qui introduisit les écoles publiques en France. 

## Histoire
L'histoire légale de Charlemagne commence en 1906, date de son introduction en tant que municipalité. Son histoire populaire remonte à 1870, époque de l'établissement du village initial.
Les terres appartiennent dès 1669 à Charles Aubert de la Chesnaye, propriétaire de la partie de la seigneurie de Repentigny appelée « seigneurie de Lachenaie ». Cinq censitaires, issus des familles Goulet et Beaudoin, les occupent. Cent soixante-dix ans plus tard, sept familles d'agriculteurs et quelques voyageurs de passage sont toujours les uniques habitants.
Charlemagne tient son origine à l'établissement d'un moulin à scie vers 1870 par l'entreprise L'Assomption Lumber. Le sort de la ville est lié pendant plus de soixante ans à celui du l'industrie du bois. De 1867 à 1869, divers contrats successifs permettent à L'Assomption Lumber Company d'acquérir les terrains nécessaires à l’établissement d'un vaste moulin à scie et à l'entreposage du bois. Cela attire aussitôt plus de deux cents travailleurs, certains logés par l'entreprise, d'autres se portant acquéreurs d'emplacements sur les terres voisines pour y construire leurs résidences. Le village de Charlemagne vient de naître.
La nouvelle localité chevauche trois municipalités différentes : deux lopins de forme irrégulière appartenaient à Lachenaie, érigée en municipalité en 1845 ; l'île Vaudry à l'intérieur des limites de Repentigny, érigée également en 1845 ; le reste du territoire, constituant la plus grande partie du village, relevait de la municipalité de Saint-Paul-l'Ermite, aujourd'hui Le Gardeur, créée en 1857.
Sans nom, sans structures, l'agglomération s'affirme comme une entité distincte à l'initiative de deux citoyens : Antoine Champagne et Félix Séguin. Dès le 10 octobre 1871, plusieurs étapes sont franchies : faire rattacher à une seule municipalité le territoire entier, lui donner un nom, et le doter d'une école et des autres services nécessaires à un véritable village.
En 1887, l'entreprise Charlemagne and Lac Ouareau Lumber succède à l'Assomption Lumber, dont résulte un accroissement de production.
En 1889, le téléphone est le premier service public à apparaître à Charlemagne. Un seul abonné, bien sûr : la scierie, mais c'est un début ; d'autres viennent s'y ajouter, comme un bureau de poste, trois hôtels, autant de restaurants, plusieurs magasins généraux, des boucheries, des salons de barbiers et des ateliers de cordonnerie et de tissage.[réf. nécessaire]
En 1906, la paroisse de Charlemagne se détache des territoires de Lachenaie et de Saint-Paul-L'Ermite. La municipalité est nommée Laurier, puis on la renomme Charlemagne en 1907 en l’honneur de Romuald-Charlemagne Laurier (1852-1906), un député fédéral originaire de la circonscription de L'Assomption et demi-frère de Sir Wilfrid Laurier, premier ministre du Canada à l'époque.
En 1926, la scierie fait faillite et ferme. L'île sur laquelle le moulin est situé végète jusqu'en 1955, année où elle change de propriétaire.
Le développement domiciliaire des années 1950 fait augmenter la population suffisamment pour demander le statut de Ville, obtenu en 1969.
Dans les années 1970, l'hôtel de ville prend place dans l’ancien noviciat, et la ville s'équipe d'une caserne de pompiers, d'un garage municipal, d'une piscine, d'un terrain de tennis et d'une bibliothèque. Le développement domiciliaire se poursuit avec la Place Yvon-Plourde dès 1976 sur le terrain de l’ancien moulin à scie, notamment. En 1979, un autre projet domiciliaire de 300 maisons prend place à l’ouest de l’autoroute 40 et s’achève en 1981.
À partir des années 1980, Charlemagne acquiert une certaine renommée à cause de la chanteuse Céline Dion dont c'est le lieu de naissance,. De 2004 à 2012, une sculpture en forme de globe terrestre portant la signature « Céline », réalisée par l’artiste Normand Forget, est placée à l’entrée de la ville. En 2007, un tronçon de l'autoroute 640 est nommé boulevard Céline-Dion, malgré l'opposition des services provinciaux qui mettent en avant la règle qui veut qu'on attende un an après la mort de la personne honorée avant d'attribuer son nom à un monument. En 2014, la maison d'enfance de la chanteuse est détruite pour laisser placer à une nouvelle bâtisse attribuée à la Fondation Maman Dion.

## Géographie
Charlemagne est situé près du confluent de 4 cours d'eau : le fleuve Saint-Laurent, la rivière des Prairies, la rivière des Mille Îles et la rivière L'Assomption. Charlemagne occupe un territoire de près de 2,08 km carrés entre les villes de Lachenaie et Repentigny.

## Démographie
| 2001  | 2006  | 2011  | 2016  | 2021  |
| ----- | ----- | ----- | ----- | ----- |
| 5 662 | 5 594 | 5 853 | 5 913 | 6 302 |

## Administration
Les élections municipales se font en bloc et par districts. Les élections municipales se font en bloc pour le maire et les six conseillers.
| Charlemagne Maires depuis 2002                                                                                       |                 |         |          |
| Élection | Maire           | Qualité | Résultat |
| 2002 | Normand Grenier |         | Voir     |
| 2005 | Normand Grenier | Voir    |          |
| 2009 | Normand Grenier | Voir    |          |
| 2013 | Normand Grenier | Voir    |          |
| 2017 | Normand Grenier | Voir    |          |
| 2021 | Normand Grenier | Voir    |          |
| Élection partielle en italique Depuis 2005, les élections sont simultanées dans toutes les municipalités québécoises |                 |         |          |

## Jumelages
| Ville | Ville       | Pays | Pays   | Période                |
| ----- | ----------- | ---- | ------ | ---------------------- |
|       | Prigonrieux |      | France | depuis le 22 juin 2007 |

En 2007, la ville de Charlemagne est jumelée avec celle de Prigonrieux, située en France. Chaque année, un étudiant charlemagnois part travailler dans les services culturels de la ville française, et un étudiant prigontin s’intègre à l’équipe d’animation d'un camp de jour de la ville québécoise.

## Éducation

### Écoles
- 1950 : construction de l'école Émile-Despins (127, rue Saint-Alexis)
- 1953 : construction de l'école Sainte-Marie-des-Anges (117, rue Saint-Alexis)
- 1959 : construction de l'école Saint-Jude (12, rue Benoit-Sauvageau)

La Commission scolaire Sir-Wilfrid-Laurier administre les écoles anglophones :
- École primaire Franklin-Hill à Repentigny[15]
- École secondaire Rosemère (en) à Rosemère[16]

## Célébrités
Quelques personnes célèbres issues de Charlemagne : 
- Camille Laurin (homme politique)
- Céline Dion (chanteuse)
- Sylvain Marcel (comédien)
- Richard Latendresse (journaliste)
- Dominique Lebeau (ex-batteur des Cowboys Fringants)

## Parcs et espaces verts
- Parc Charlemagne-Laurier (1973)
- Parc de la Presqu'île
- Parc des Rives (1982)
- Parc des Sapins
- Parc du Petit-Bois-des-Pères
- Parc faunique Desjardins
- Parc Jacques-Laurin
- Parc Médéric-Lebeau

## Photos

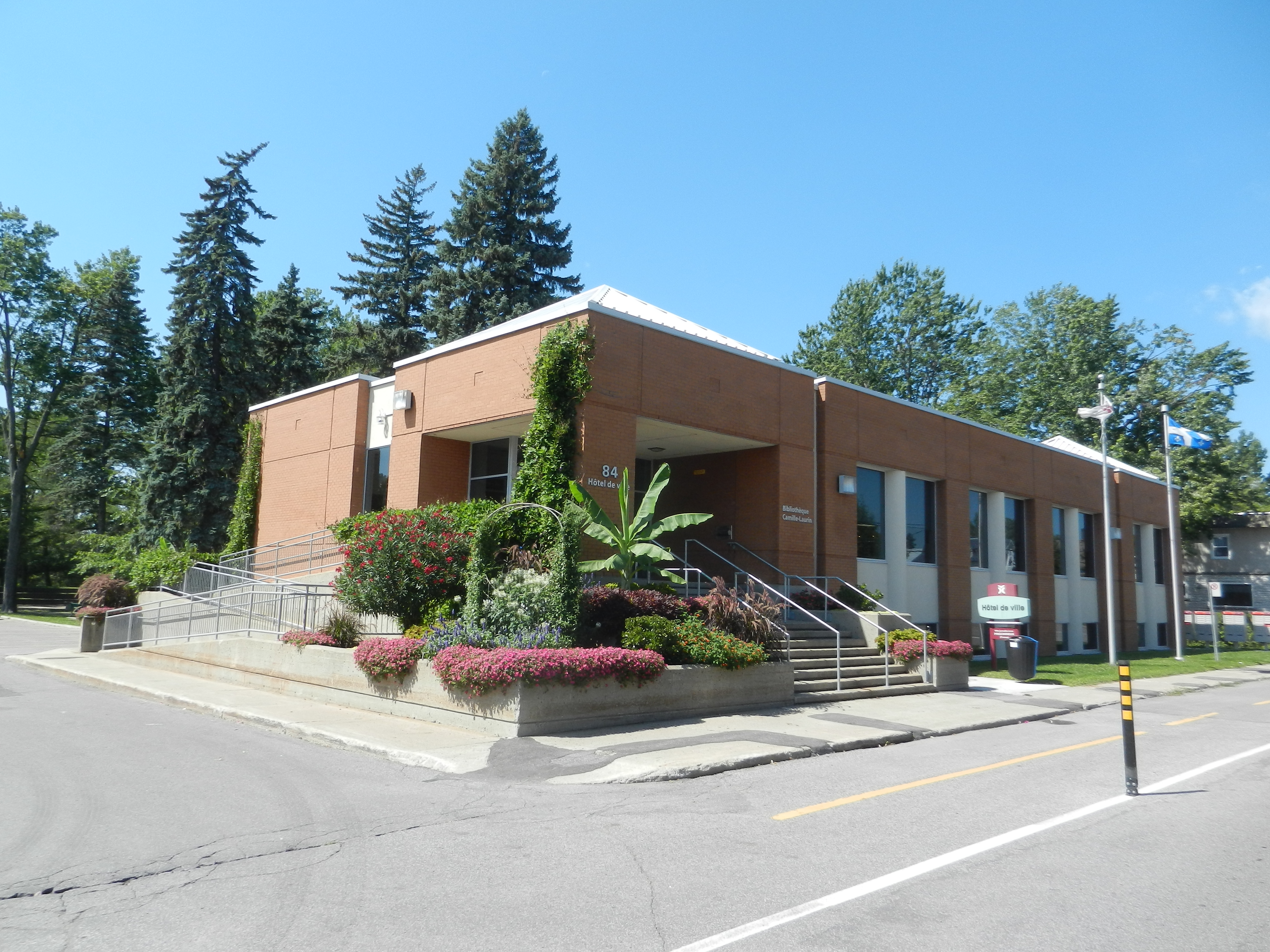
Hôtel de Ville de Charlemagne.
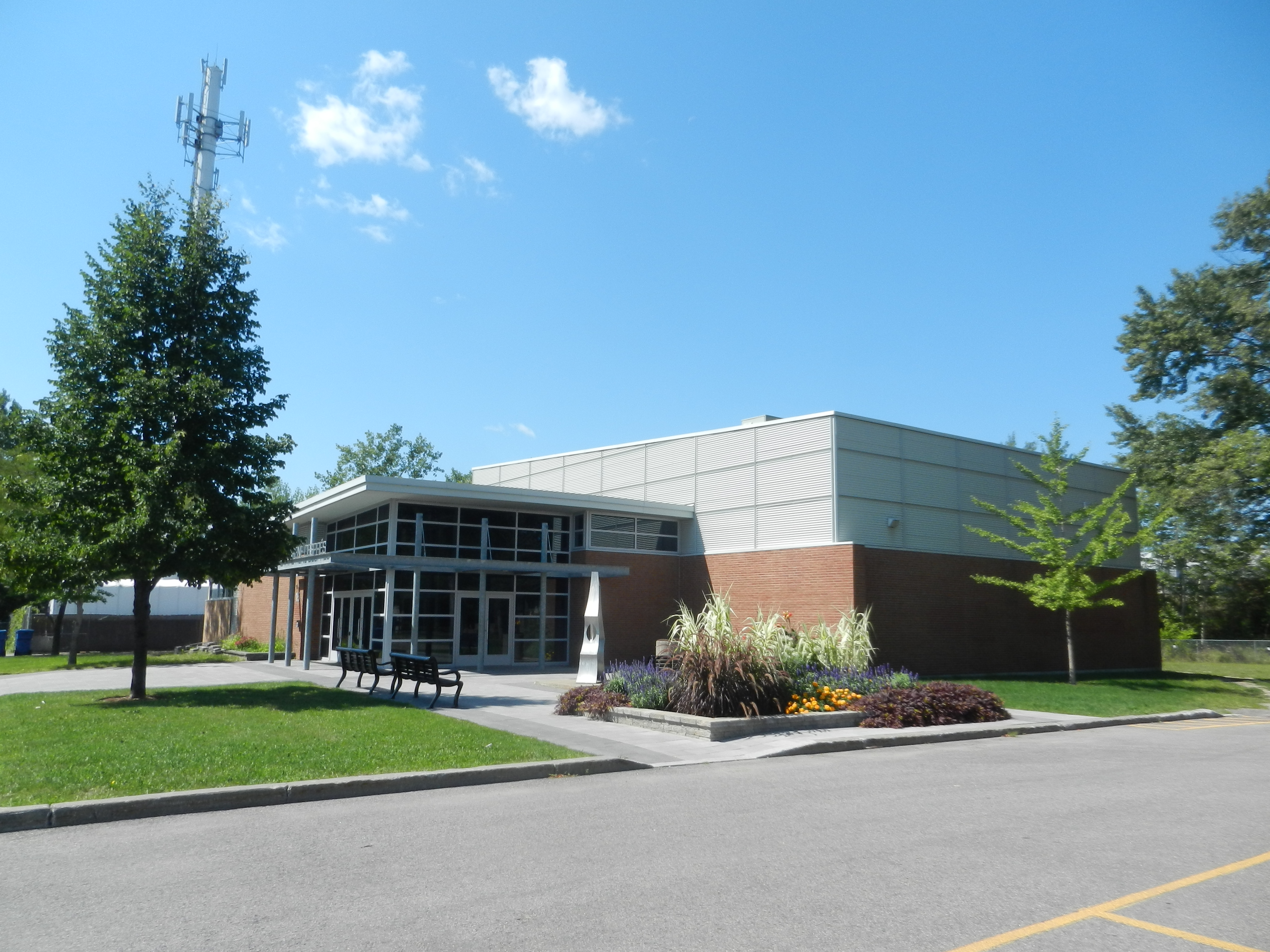
Centre communautaire René Després.
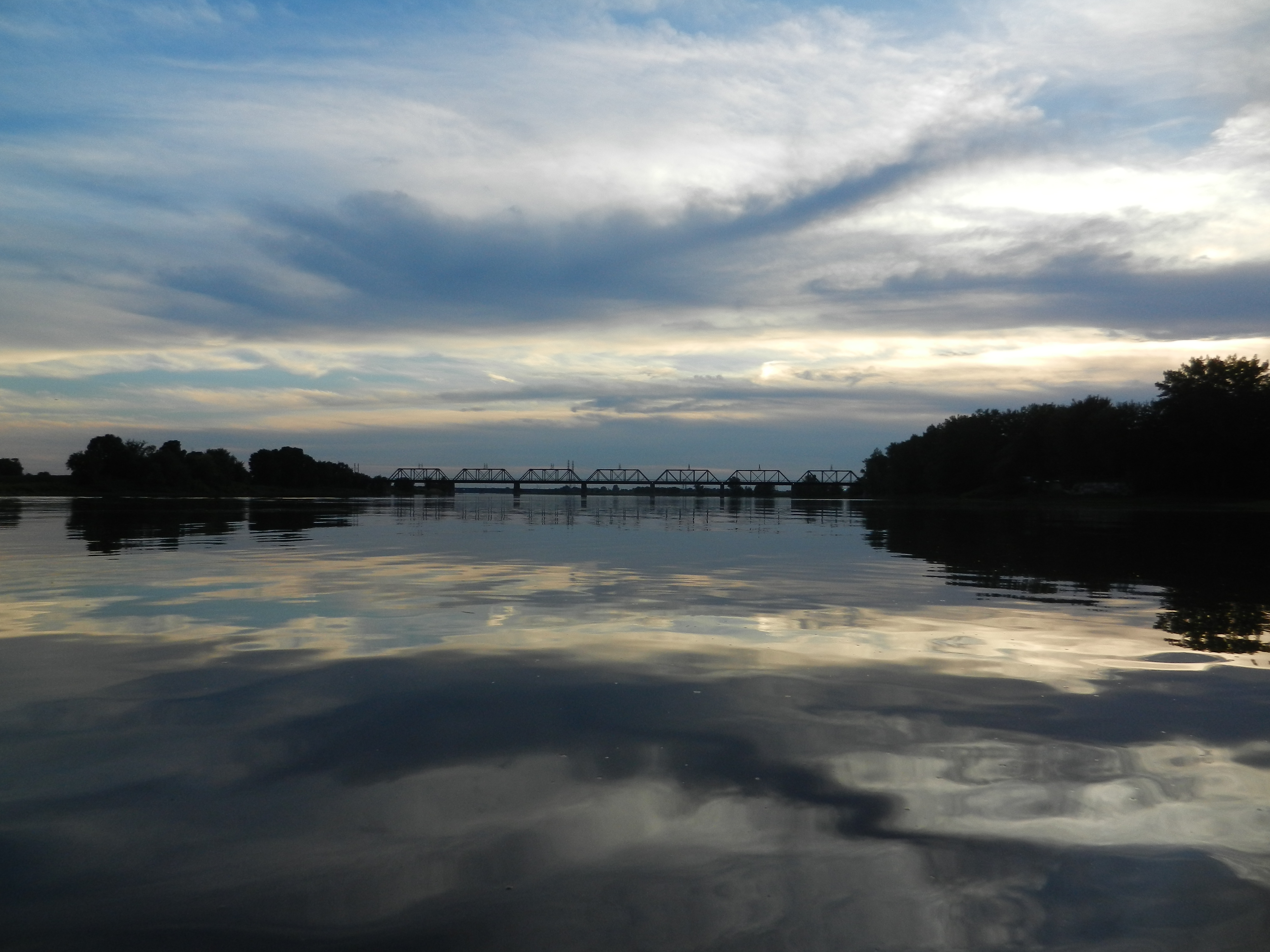
Pont ferroviaire.
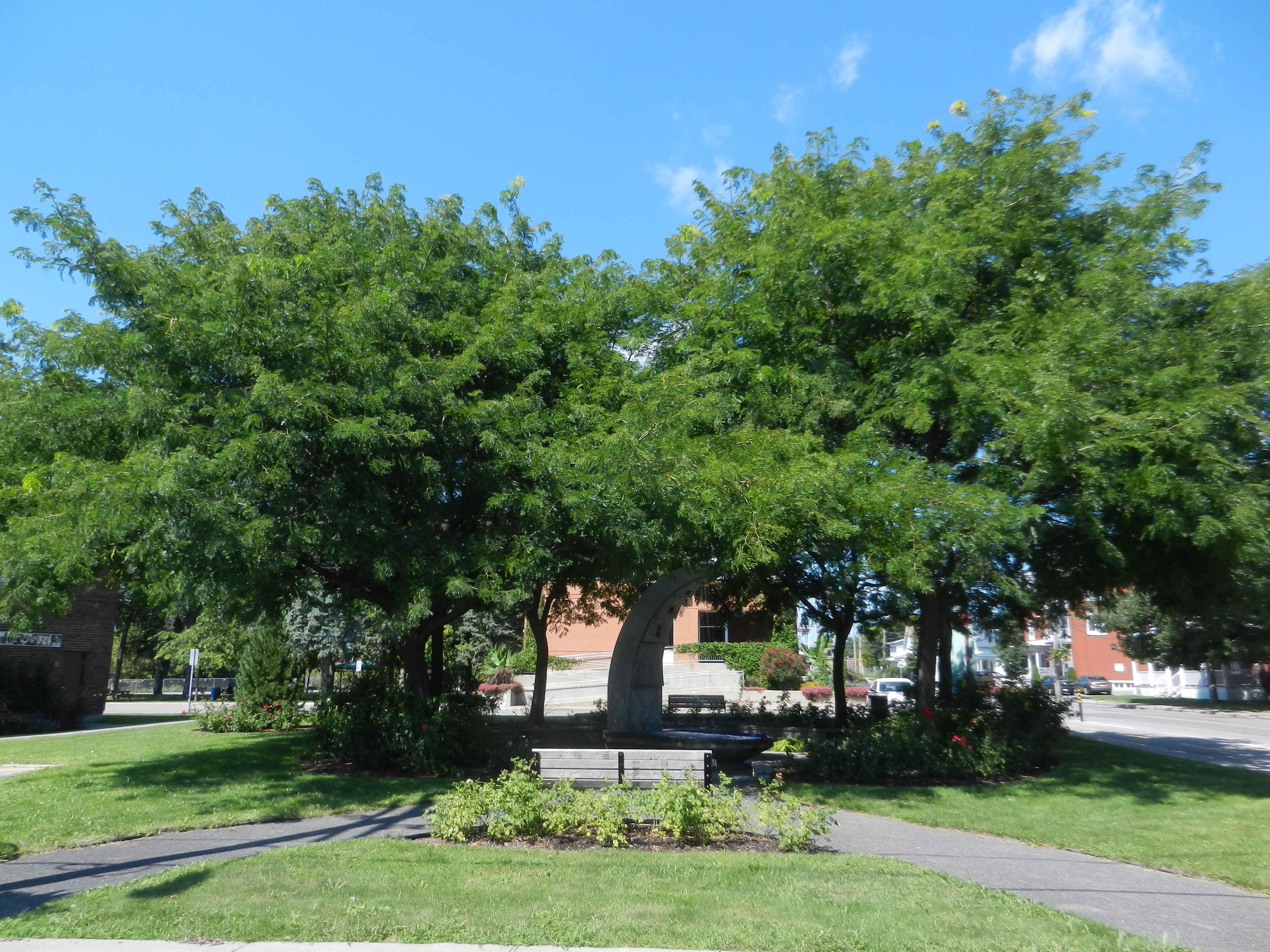
Parc du centenaire.
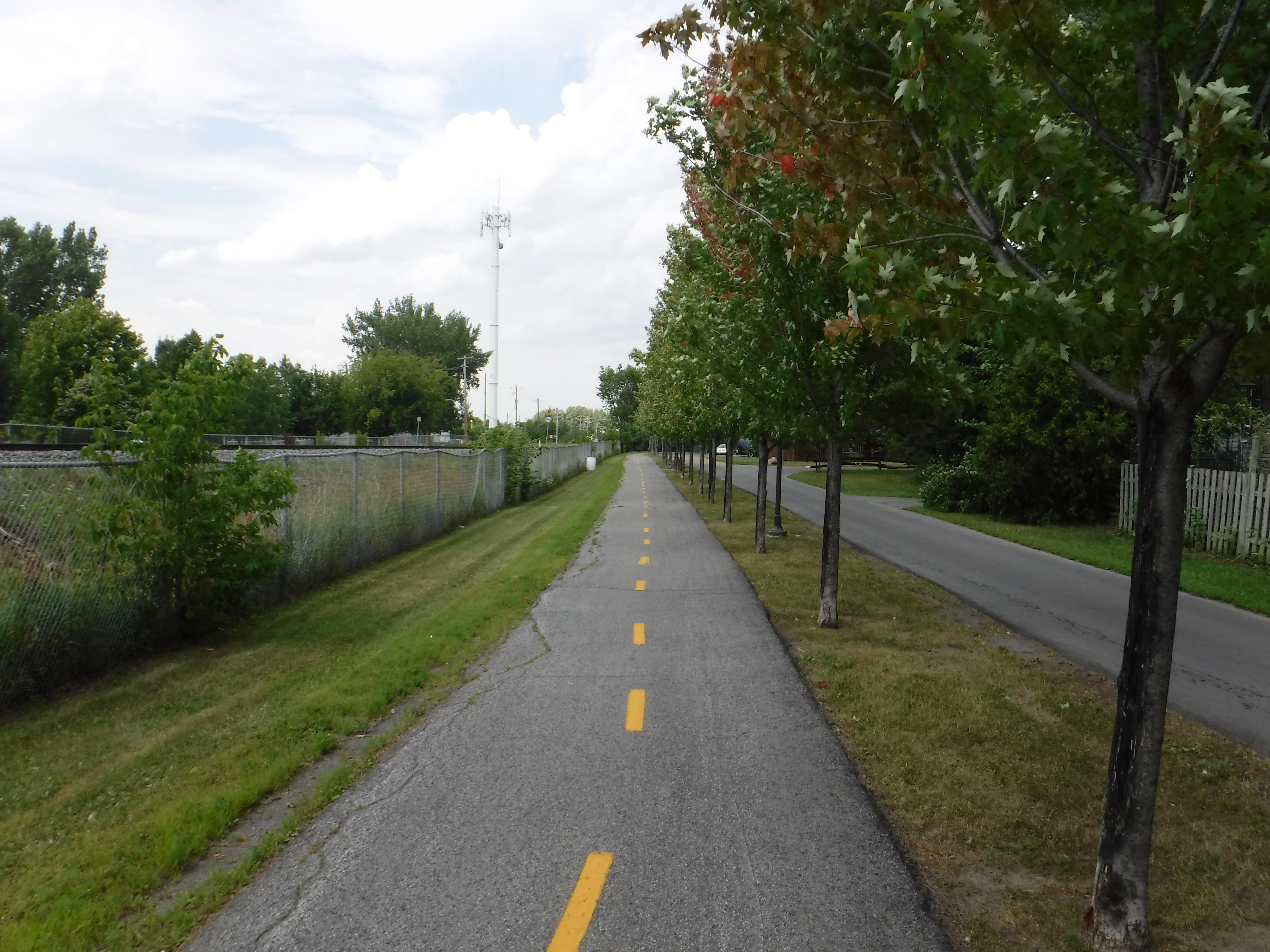
Piste cyclable rue Trudeau.